# Teodora Paleologini Synadene
Teodora Paleologini Synadene, (gr.) Θεοδώρα Παλαιολογίνα Συναδηνή – (żona Jana Komnea Dukasa Angelosa Synadenosa, córka Konstantyna Paleologa i Ireną Komneny Laskariny Branainy.

## Życiorys
W dzieciństwie pozostawała pod opieka swojego wuja Michała VIII Paleologa. Była żoną Jana Angelosa Dukasa Synadenosa. Mieli troje dzieci:
- Eufrozyna Synadene, zakonnica
- Teodor Synadenos, protostrator, żonaty z Eudokią Muzakiainą
- Jan Synadenos, żonaty Thomais Komneną Dukainą Laskarys Kantakuzen Paleloginą